# Сльозиха
Сльозиха —  село в Україні, у Сенчанській сільській громаді Миргородського району Полтавської області. Населення становить 42 осіб. До 2020 року орган місцевого самоврядування — Вирішальненська сільська рада.

## Географія
Село Сльозиха знаходиться на відстані 1 км від села Бешти та за 2,5 км від села Вирішальне.

## Населення

### Мова
Розподіл населення за рідною мовою за даними перепису 2001 року:
| Мова       | Кількість | Відсоток |
| ---------- | --------- | -------- |
| українська | 42        | 100%     |